# Terra de ningú (guerra)

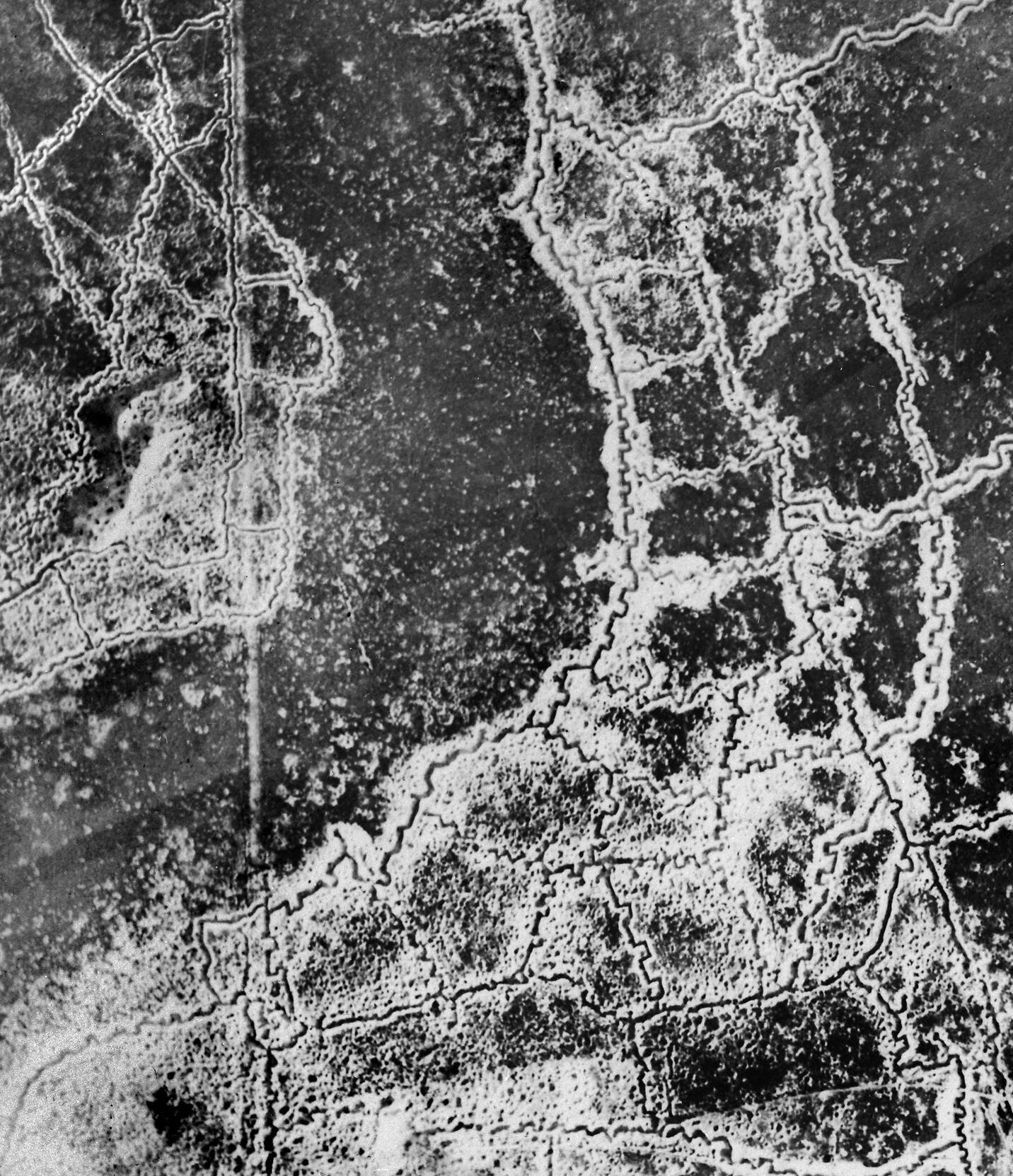
Una foto aèria que mostra trinxeres enemigues i la terra de ningú entre elles.

Terra de ningú o territori de ningú (denominat pel seu terme en anglès no man's land) és un terme utilitzat per designar el terreny que no es troba ocupat o està disputat per diverses faccions a causa de la incapacitat de controlar-lo efectivament o per l'elevat cost del seu manteniment. El terme originalment es va utilitzar per definir un territori en disputa o un abocador situat entre feus. Habitualment sol associar-se amb la Primera Guerra Mundial per descriure el terreny situat entre dues trinxeres enemigues que cap bàndol desitja ocupar per temor a exposar-se a l'atac enemic en el procés.

## Origen
El diccionari anglès Oxford conté una referència al terme No man's land que es remunta a l'any 1320, en aquells dies escrit com nonesmanneslond, que s'utilitzava per descriure un territori en disputa o sobre el qual hi havia un desacord legal. El mateix terme es va utilitzar posteriorment com a nom per al terreny situat fora de la muralla nord de Londres, que s'utilitzava com a lloc d'execució. El terme també s'aplicava a una zona poc utilitzada dels vaixells, el castell de proa, on s'acumulaven cordes, polispast i altres elements nàutics.

## Primera Guerra Mundial

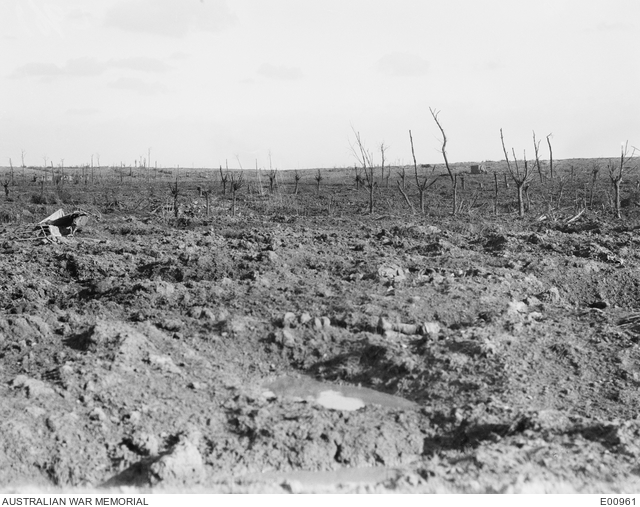
"No man's land" entre les forces alemanyes i australianes durant la Primera Guerra Mundial.

L'exèrcit britànic no utilitzava habitualment el terme No Man's land quan va arribar a França en 1914, els termes més utilitzats al començament de la Gran Guerra per descriure el terreny situat entre les línies de trinxeres eren 'entre les trinxeres' o 'entre les línies'.
El terme 'no man's land' va ser utilitzat per primera vegada en un context militar pel soldat i historiador Ernest Swinton en la seva breu història The Point of View (El punt de vista). Swinton va utilitzar el terme en la correspondència militar del Front Occidental, esmentant específicament el terme en referència a l'operació de la carrera al mar de finals de 1914. Durant la Treva de Nadal anglogermana de 1914 el terme va començar a utilitzar-se de forma comuna i habitual, apareixent amb freqüència en els comunicats oficials, notícies dels periòdics i en la correspondència personal dels soldats de l'exèrcit britànic.
Durant la Primera Guerra Mundial, travessar la terra de ningú sovint resultava una experiència infernal per als soldats, que havien de recórrer diverses desenes o centenars de metres (en alguns casos una distància de tan sols 15 m) exposats al foc enemic. La terra de ningú estava defensada per les metralladores i rifles de tots dos bàndols, i sovint estava plena de mines i de filferro d'arços, així com dels cossos de soldats morts i ferits que no havien estat capaços de travessar la pluja d'explosions i bales. La terra de ningú sovint quedava devastada per les explosions i impactes d'artilleria, exposada al foc de les trinxeres enemigues que tractaven d'impedir qualsevol avanç de l'adversari. No obstant això, els soldats no només es veien obligats a travessar la terra de ningú quan tractaven d'avançar, sinó també quan havien de retrocedir, o quan havien de sortir de la protecció de les trinxeres per recollir als ferits.

El poeta britànic Wilfred Owen, que va morir en servei durant la Gran Guerra, va escriure en un parell de cartes:
"La terra de ningú està inflada com un cos afectat per la malaltia més repugnant i la seva pudor és l'alè del càncer... la terra de ningú sota la neu és com la cara de la Lluna, caòtica, recoberta de cràters, inhabitable, terrible, la volta de la bogeria.
Paisatges horribles, sons vils... tot antinatural, devastat, trencat; la distorsió dels morts, els cossos dels quals sense enterrar jeuen fora dels forats tot el dia, tota la nit, les visions més execrables sobre la Terra."
L'infern de la terra de ningú va constituir un lloc gairebé impenetrable fins a prop del final de la Primera Guerra Mundial, quan els tancs van ser capaços de travessar-la amb poca oposició i trencar les defenses de les trinxeres enemigues.

## Guerra Freda
Durant la Guerra Freda la terra de ningú era el territori proper al Teló d'acer. Oficialment el territori pertanyia als països del Bloc Oriental, però més enllà hi havia diverses zones de terra deshabitada de diversos centenars de metres en les quals s'havien construït torres de vigilància, camps de mines, etc.